# Anar Dara (distrikt)
Anar Dara är ett distrikt i Afghanistan. Det ligger i provinsen Farah, i den västra delen av landet, 800 kilometer väster om huvudstaden Kabul. Administrativ huvudort är Anar Dara.
Distriktet beräknades år 2022 ha cirka 33 000 invånare.